# Honorowa Nagroda SARP
Honorowa Nagroda SARP – nagroda przyznawana od 1966 przez Stowarzyszenie Architektów Polskich polskim architektom, uchodząca za najbardziej prestiżową polską nagrodę architektoniczną. Nagrodę przyznaje się za wybitne osiągnięcia w dziedzinie architektury, najczęściej za całokształt działalności, mającej wkład w rozwój polskiej architektury. Równolegle przyznawana jest Nagroda Roku SARP za najlepszy budynek.

## Historia
W 1966 Stowarzyszenie Architektów Polskich ustanowiło Honorową Nagrodę. Jej ranga z biegiem lat stale rosła i dziś jest najważniejszą polską nagrodą przyznawaną w dziedzinie architektury, stała się krajowym „Pritzkerem”, ciesząc się wielkim prestiżem.
Lista dotychczasowych jej laureatów to historia polskiej architektury współczesnej w pigułce: od klasyków, jak Romuald Gutt, Bohdan Lachert czy Jan Zachwatowicz, przez powojennych modernistów, w trudnych czasach walczących o dobrą architekturę (m.in. Jadwiga Grabowska-Hawrylak, Henryk Buszko, Aleksander Franta, Jerzy Hryniewiecki, Halina Skibniewska, Hanna Adamczewska-Wejchert, Kazimierz Wejchert), po tych, dzięki którym po przełomie 1989 roku polska architektura stała się ważna w Europie (Marek Budzyński, JEMS Architekci, Ryszard Jurkowski, Stefan Kuryłowicz, Andrzej Bulanda, Włodzimierz Mucha).

## Laureaci Honorowej Nagrody SARP
Lista laureatów Honorowej Nagrody SARP:
| Lp. | Rok  | Laureat                                                                                                   | Zdjęcie                            | Wybrana praca (rok ukończenia)                                         | Wybrana praca (rok ukończenia) | Ref.  |
| --- | ---- | --- | ---------------------------------- | ---------------------------------------------------------------------- | --- | ----- |
| 1   | 1966 | Romuald Gutt                                                                                              | Inauguracyjny laureat Romuald Gutt |                                                                        | Gmach GUS przy al. Niepodległości (1951) | [ 5 ] |
| 2   | 1967 | Jan Chmielewski                                                                                           |                                    |                                                                        | VIII Kolonia WSM na Żoliborzu w Warszawie (1932) | [ 5 ] |
| 3   | 1968 | Wacław Kłyszewski, Jerzy Mokrzyński, Eugeniusz Wierzbicki                                                 |                                    |                                                                        | Budynek KC PZPR w Warszawie (1954) | [ 5 ] |
| 4   | 1969 | Zbigniew Ihnatowicz                                                                                       |                                    |                                                                        | Centralny Dom Towarowy (1966) | [ 5 ] |
| 5   | 1970 | Władysław Czarnecki                                                                                       |                                    |                                                                        | Magnolia w Poznaniu (1928) | [ 5 ] |
| 6   | 1971 | Jan Zachwatowicz                                                                                          |                                    |                                                                        | Twórca programu i zasad odbudowy oraz konserwacji zabytków w Polsce | [ 5 ] |
| 7   | 1972 | Zbigniew Karpiński                                                                                        |                                    |                                                                        | Ściana Wschodnia w Warszawie (1969) | [ 5 ] |
| 8   | 1973 | Julian Duchowicz, Zygmunt Majerski                                                                        |                                    |                                                                        | Pałac Młodzieży w Katowicach (1951) | [ 5 ] |
| 9   | 1974 | Jadwiga Grabowska-Hawrylak                                                                                |                                    |                                                                        | Dom Naukowca we Wrocławiu (1961) | [ 5 ] |
| 10  | 1975 | Henryk Buszko, Aleksander Franta                                                                          |                                    |                                                                        | Teatr Ziemi Rybnickiej w Rybniku (1964) | [ 5 ] |
| 11  | 1976 | Jan Bogusławski                                                                                           |                                    |                                                                        | Bazylika Mniejsza w Stalowej Woli (1974) | [ 5 ] |
| 12  | 1977 | Jerzy Hryniewiecki                                                                                        | Jerzy Hryniewski                   |                                                                        | Supersam w Warszawie (1962) | [ 5 ] |
| 13  | 1978 | Halina Skibniewska                                                                                        | Halina Skibniewska                 |                                                                        | Osiedle „Sady Żoliborskie” w Warszawie | [ 5 ] |
| 14  | 1979 | Tadeusz Zieliński                                                                                         |                                    |                                                                        | Ambasada Chińskiej Republiki Ludowej w Warszawie (1958) | [ 5 ] |
| 15  | 1980 | Witold Cęckiewicz                                                                                         |                                    |                                                                        | hotel „Cracovia” w Krakowie (1965) | [ 5 ] |
| 16  | 1981 | Bolesław Szmidt                                                                                           |                                    |                                                                        | Pawilon Ministerstwa Komunikacji w Poznaniu (1949) | [ 5 ] |
| 17  | 1982 | Hanna Adamczewska-Wejchert, Kazimierz Wejchert                                                            |                                    |                                                                        | Nowe Tychy (1982) | [ 5 ] |
| 18  | 1983 | Piotr Biegański                                                                                           |                                    |                                                                        | Odbudowana Pałacu Staszica w Warszawie (1950) | [ 5 ] |
| 19  | 1984 | Bohdan Lachert                                                                                            |                                    |                                                                        | Osiedle Muranów Południowy w Warszawie (1955) | [ 5 ] |
| 20  | 1985 | Tadeusz Barucki                                                                                           |                                    | –                                                                      | za upowszechnianie kultury architektonicznej i wiedzy o architekturze świata w Polsce i o architekturze polskiej zagranicą | [ 5 ] |
| 21  | 1986 | Tadeusz Zipser                                                                                            |                                    |                                                                        | Kościół Ducha Świętego we Wrocławiu (1981) | [ 5 ] |
| 22  | 1987 | Małgorzata Handzelewicz-Wacławek, Zbigniew Wacławek                                                       |                                    |                                                                        | Osiedle Targówek Mieszkaniowy w Warszawie (1979) | [ 5 ] |
| 23  | 1988 | Maciej Krasiński                                                                                          |                                    |                                                                        | Hala Sportowa Olivia w Gdańsku (1973) | [ 5 ] |
| 24  | 1989 | Maciej Gintowt                                                                                            |                                    |                                                                        | Hala Sportowo-Widowiskowa Spodek w Katowicach (1971) | [ 5 ] |
| 25  | 1990 | Witold Korski                                                                                             |                                    |                                                                        | Kościół św. Teresy w Łodzi (1963) | [ 5 ] |
| 26  | 1991 | Szczepan Baum                                                                                             |                                    |                                                                        | Terminal 1 Portu lotniczego Gdańsk-Rębiechowo im. Lecha Wałęsy w Gdańsku (1997) | [ 5 ] |
| 27  | 1992 | Andrzej Jagodziński, Bogdan Krzyżanowski Jerzy Szczepański                                                |                                    |                                                                        | Centralne Muzeum Morskie w Gdańsku (1983) | [ 5 ] |
| 28  | 1993 | Marek Budzyński                                                                                           |                                    |                                                                        | Gmach Biblioteki Uniwersyteckiej w Warszawie (1999) | [ 5 ] |
| 29  | 1994 | Romuald Loegler                                                                                           |                                    |                                                                        | Nowy gmach Filharmonii Łódzkiej w Łodzi (2004) | [ 5 ] |
| 30  | 1995 | Konrad Kucza-Kuczyński                                                                                    |                                    |                                                                        | Pomnik Ewakuacji Bojowników Getta Warszawskiego w Warszawie (2010) | [ 5 ] |
| 31  | 1996 | Stanisław Niemczyk                                                                                        |                                    |                                                                        | Kościół Ducha Świętego w Tychach (1982) | [ 5 ] |
| 32  | 1997 | Andrzej Kiciński                                                                                          |                                    |                                                                        | Przebudowa Szarej Willi w Warszawie (1997) | [ 5 ] |
| 33  | 1998 | Wojciech Obtułowicz                                                                                       |                                    |                                                                        | Muzeum Powstania Warszawskiego w Warszawie (2004) | [ 5 ] |
| 34  | 1999 | Ryszard Jurkowski                                                                                         |                                    | KokociniecResidential                                                  | Osiedle Kokociniec w Katowicach (1985) | [ 5 ] |
| 35  | 2000 | Stanisław Fiszer                                                                                          |                                    |                                                                        | Arkady Kubickiego w Warszawie (2009) | [ 5 ] |
| 36  | 2001 | Edmund Małachowicz                                                                                        |                                    |                                                                        | Odbudowa Katedry św. Marii Magdaleny we Wrocławiu (1970) | [ 5 ] |
| 37  | 2002 | JEMS Architekci: - Olgierd Jagiełło, - Maciej Miłobędzki, - Marcin Sadowski, - Jerzy Szczepanik-Dzikowski | –                                  |                                                                        | Biurowiec spółki Agora SA w Warszawie (2001) | [ 5 ] |
| 38  | 2003 | Stefan Kuryłowicz                                                                                         |                                    |                                                                        | Focus Filtrowa w Warszawie (2001) | [ 5 ] |
| 39  | 2004 | Marek Dunikowski                                                                                          |                                    |                                                                        | Europejskie Centrum Muzyki Krzysztofa Pendereckiego w Lusławicach (2010) | [ 5 ] |
| 40  | 2005 | Jerzy Skrzypczak                                                                                          | –                                  |                                                                        | Centrum LIM w Warszawie (1989) | [ 5 ] |
| 41  | 2006 | Witold Benedek, Stanisław Niewiadomski                                                                    |                                    |                                                                        | Uniwersytet Muzyczny Fryderyka Chopina w Warszawie (1966) | [ 5 ] |
| 42  | 2007 | Jerzy Gurawski                                                                                            |                                    |                                                                        | Kampus Morasko Uniwersytetu im. Adama Mickiewicza w Poznaniu (1974) | [ 5 ] |
| 43  | 2008 | Marian Fikus                                                                                              |                                    |                                                                        | Centrum Wykładowo-Konferencyjne Politechniki Poznańskiej w Poznaniu (2004) | [ 5 ] |
| 44  | 2009 | Krzysztof Ingarden, Jacek Ewý                                                                             |                                    |                                                                        | Pawilon Wyspiańskiego w Krakowie (2007) | [ 5 ] |
| 45  | 2010 | Bolesław Stelmach                                                                                         |                                    |                                                                        | Centrum Chopinowskie w Warszawie (2010) | [ 5 ] |
| 46  | 2011 | Dariusz Kozłowski                                                                                         |                                    |                                                                        | Wyższe Seminarium Duchowne Zgromadzenia Księży Zmartwychwstańców w Krakowie (1996) | [ 5 ] |
| 47  | 2012 | Grzegorz Stiasny, Jakub Wacławek                                                                          |                                    |                                                                        | Urząd Dzielnicy Warszawa-Białołęka w Warszawie (1996) | [ 5 ] |
| 48  | 2013 | Michał Baryżewski, Zbigniew Reszka                                                                        |                                    |                                                                        | Uniwersyteckie Centrum Kliniczne w Gdańsku (2011) | [ 5 ] |
| 49  | 2014 | Małgorzata Pizio-Domicz, Antoni Domicz                                                                    |                                    | –                                                                      | Centrum Edukacji Artystycznej ArtPunkt w Opolu (2010) | [ 5 ] |
| 50  | 2015 | Andrzej Bulanda, Włodzimierz Mucha                                                                        |                                    |                                                                        | Siedziba BRE Bank w Bydgoszczy (1999) | [ 5 ] |
| 51  | 2016 | Stanisław Deńko                                                                                           |                                    |                                                                        | Cricoteka w Krakowie (2014) | [ 5 ] |
| 52  | 2017 | Wojciech Zabłocki                                                                                         |                                    |                                                                        | Pomnik Powstańców Śląskich w Katowicach (1967) | [ 5 ] |
| 53  | 2018 | Kazimierz Łatak, Piotr Lewicki                                                                            |                                    |                                                                        | Przebudowa placu Bohaterów Getta w Krakowie (2005) | [ 5 ] |
| 54  | 2019 | Jacek Lenart                                                                                              |                                    |                                                                        | Centrum handlowo-rozrywkowe Galaxy w Szczecinie (2003) | [ 5 ] |
| 55  | 2020 | Zbigniew Maćków                                                                                           |                                    |                                                                        | Przebudowa Domu Handlowego Renoma we Wrocławiu (2009) | [ 5 ] |
| 56  | 2021 | Ewa Kuryłowicz                                                                                            |                                    | Plik:Narodowe Forum Muzyki im. Witolda Lutosławskiego we Wrocławiu.jpg | Narodowe Forum Muzyki we Wrocławiu (2015) | [ 5 ] |
| 57  | 2022 | Bogdan Kulczyński                                                                                         |                                    |                                                                        | Centrum Olimpijskie w Warszawie (2004) | [ 5 ] |
| 58  | 2023 | Ewa P. Porębska                                                                                           |                                    |                                                                        | „(…) za wybitne osiągnięcia na polu twórczości, rozumianym jako inspirowanie i prowokowanie do dyskusji, czym jest architektura. Konsekwentna i tytaniczna praca dla najmłodszych po doświadczonych architektów, których inspiruje. W środowisku jest bardzo szanowana i rozpoznawana, a Jej dorobek twórczy pozostanie dla kolejnych pokoleń świadectwem współczesnych rozważań o architekturze i urbanistyce”. | [ 6 ] |
| 59  | 2024 | Przemo Łukasik, Łukasz Zagała                                                                             |                                    |                                                                        | Bolko Loft mh1 (Przemo Łukasik, 2003) | [ 5 ] |